# Schnauderhainichen
Schnauderhainichen ist ein Ortsteil der Stadt Meuselwitz im Landkreis Altenburger Land in Thüringen.

## Lage
Der Ortsteil liegt an der Landesstraße 2174 und in der Nähe der Bundesstraße 180 im Lösshügelland und am Rand der Leipziger Tieflandbucht nordwestlich von Meuselwitz. Das ländliche Gebiet ist durch den ehemaligen Bergbau gestört. Südlich des Orts verläuft die namensgebende Schnauder.

## Geschichte
Am 18. Juni 1413 wurde das Dorf erstmals urkundlich erwähnt. Bis 1529 war der Ort in das zum Bistum Zeitz gehörige Zipsendorf eingepfarrt. Zu dieser Zeit gehörte der Ort einem Herren von Bünau. 1578 erwarb Heinrich von Clauspruch das Dorf, welches in der Folgezeit noch mehrmals den Besitzer wechselte. Schnauderhainichen gehörte zum wettinischen Amt Altenburg, welches ab dem 16. Jahrhundert aufgrund mehrerer Teilungen im Lauf seines Bestehens unter der Hoheit folgender Ernestinischer Herzogtümer stand: Herzogtum Sachsen (1554 bis 1572), Herzogtum Sachsen-Weimar (1572 bis 1603), Herzogtum Sachsen-Altenburg (1603 bis 1672), Herzogtum Sachsen-Gotha-Altenburg (1672 bis 1826). Bei der Neuordnung der Ernestinischen Herzogtümer im Jahr 1826 kam der Ort wiederum zum Herzogtum Sachsen-Altenburg. Nach der Verwaltungsreform im Herzogtum gehörte Schnauderhainichen bezüglich der Verwaltung zum Ostkreis (bis 1900) bzw. zum Landratsamt Altenburg (ab 1900). Gerichtlich war der Ort seit 1879 dem Amtsgericht Altenburg und seit 1906 dem Amtsgericht Meuselwitz zugeordnet.
In der zweiten Hälfte des 19. Jahrhunderts begann um Schnauderhainichen im Norden des Meuselwitz-Altenburger Braunkohlereviers der Braunkohleabbau. Durch die aufkommende Textilindustrie in Meuselwitz und den Braunkohleabbau vergrößerte sich Schnauderhainichen. Südlich des Orts eröffnete im Jahr 1858 die Tiefbaugrube „Zum Fortschritt Nr. 1“ (1858 bis 1949). Im Westen des Orts war zwischen 1901 und 1924 die Tiefbaugrube „Heureka“ in Betrieb. Seit 1910 wurde um Schnauderhainichen auch im Tagebau die Kohle abgebaut. Zunächst waren dies die kleineren Tagebaue „Heureka“ (1910 bis 1924) im Westen und „Zum Fortschritt II“ (1922 bis 1933) im Süden.
Politisch gehörte Schnauderhainichen ab 1918 zum Freistaat Sachsen-Altenburg, der 1920 im Land Thüringen aufging. 1922 kam das Dorf zum Landkreis Altenburg. Am 1. Oktober des gleichen Jahres erfolgte die Eingemeindung nach Meuselwitz. Nördlich von Schnauderhainichen war zwischen 1940 und 1963 der „Tagebau Phönix-Ost“ in Betrieb. In den Jahren 1959 und 1960 mussten deshalb 110 Einwohner von Schnauderhainichen umgesiedelt werden, danach wurde ein Teil des Orts abgebrochen. Geplant war in den 1980er Jahren die Wiederaufnahme des Braunkohleabbaus, welche aber nicht zur Ausführung kam. Dem vorgesehenen „Tagebau Meuselwitz“ zwischen Meuselwitz und Rositz hätte auch die verbliebene Ortslage Schnauderhainichen weichen müssen.
Im Jahr 2012 lebten 216 Einwohner in dem Ortsteil. Seit 1998 hat der Ort mit dem Haltepunkt „Schnaudertal“ im Süden Anschluss an die als Museumsbahn betriebene Bahnstrecke Regis-Breitingen–Meuselwitz.

## Persönlichkeiten
- Leander Kröber (1902–1980), sozialdemokratischer Bergmann und kommunistischer Parteifunktionär, Thüringer Landtagsabgeordneter, Verfolgter des NS-Regimes, Häftling im KZ Nohra, KZ Bad Sulza und KZ Buchenwald, Thüringer Polizeichef, Oberst des MfS und Kommandeur einer Grenzbrigade der DDR-Grenztruppen